# Kīārām
Kīārām (persiska: كيارام, كِيارام) är en ort i Iran.   Den ligger i provinsen Golestan, i den norra delen av landet, 400 km öster om huvudstaden Teheran. Kīārām ligger 988 meter över havet och antalet invånare är 262.
Terrängen runt Kīārām är huvudsakligen kuperad, men söderut är den bergig. Runt Kīārām är det ganska glesbefolkat, med 39 invånare per kvadratkilometer. Närmaste större samhälle är Gālīkesh, 19,0 km väster om Kīārām. Trakten runt Kīārām består till största delen av jordbruksmark.